# Västliga kindpåsråttor
Västliga kindpåsråttor (Thomomys) är ett släkte av däggdjur. Thomomys ingår i familjen kindpåsråttor. Släktnamnet är sammansatt av de grekiska orden thomos (hög, kulle) och mys (mus). Det syftar troligen på jordhögarna som dessa gnagare skapar när de gräver.

## Utseende
Arterna når en kroppslängd (huvud och bål) av 11 till 31 cm och en svanslängd av 4 till 10 cm. Vikten ligger mellan 45 och 450 gram och hanar är tyngre än honor. Pälsens färg varierar mellan svart, brun, grå och vitaktig och undersidan är oftast otydlig ljusare. I motsats till andra kindpåsråttor har framtänderna inga rännor. Framtassarna är utrustade med kraftiga klor för att gräva i marken.

## Utbredning och habitat
Utbredningsområdet sträcker sig från södra Kanada över USA (främst västliga delstater) till centrala Mexiko. Habitatet kan variera mellan öknar, stäpper, skogar och större ängar. Västliga kindpåsråttor är även vanliga i odlingsområden.

## Ekologi
Individerna bygger komplexa tunnelsystem med flera gångar, utgångar och förvaringsrum. De djupaste delarna kan ligga 3 meter under markytan. Dessa kindpåsråttor stannar vanligen i boet eller nära ingången och de håller ingen vinterdvala. De äter rötter, rotfrukter och andra växtdelar. Vätskebehovet täcks nästan helt med födan.
Hanar och honor träffas bara för parningen, annars är individerna aggressiva mot varandra. Parningen sker under våren eller under sommaren i kalla regioner. Efter dräktigheten som varar cirka 18 dagar föder honan 1 till 10 ungar. Ungarna stannar ungefär två månader i boet och de blir full utvecklade efter fem till sex månader. Första parningen sker efter första vintern. Livslängden eller sällan mer än två år. Den äldsta kända individen var fyra år gammal.

## Västliga kindpåsråttor och människor
Vissa bönder betraktar dessa gnagare som skadedjur på rotfrukter men de hjälper även vid bildandet av en frodig jordmån. Arterna förekommer med större bestånd och de listas alla som livskraftiga (LC).

## Systematik
Arter enligt Catalogue of Life:
- Thomomys bottae
- Thomomys bulbivorus
- Thomomys clusius
- Thomomys idahoensis
- Thomomys mazama
- Thomomys monticola
- Thomomys talpoides
- Thomomys townsendii
- Thomomys umbrinus